# Mia Boyka
MIA BOYKA (або Міа Бойка, справжнє ім'я Марія Миколаївна Бойко; нар. 15 лютого 1997) — російська співачка (авторка-виконавиця), артистка.
18 березня 2024 року виступила на мітинг-концерті, присвяченому десятиліттю анексії Криму та «перемозі» Володимира Путіна на президентських виборах.

## Біографія
Народилася 15 лютого 1997 року. Пише пісні зі шкільних років.
Коли талант дівчини зауважив T-killah, він вирішив попрацювати з нею як продюсер. У них є і спільні пісні — зокрема, «Мама не в курсі» і «Лід і ніч», що вийшли окремими синглами в червні-липні 2019 року і включені до представленого незабаром публіці дебютного міні-альбому Бойки «Дика ламба».
23 серпня на офіційному YouTube-каналі T-kill'и був представлений кліп до пісні «Мама не в курсі».
По-справжньому ж «вистрілила» Міа Бойка в тому ж 2019 році з піснею «Ананас Адідас», що вийшла окремим синглом 1 жовтня.
А влітку 2020 року у співачки вийшов дует з Єгором Шипом, — «Пікачу», — що досяг 1-го місця в опублікованому порталом TopHit чарті найпопулярніших музичних відео на «Ютюбі» і 2-го місця у зведеному чарті Top Radio & YouTube Hits від того ж порталу. Кліп на цю пісню при бюджеті всього в 50 тисяч рублів зібрав майже 100 мільйонів переглядів на «Ютюбі», обігнавши Моргенштерна з його кліпом на пісню «Cadillac».
10 грудня 2020 року випустила новорічну пісню «Сніжинка» в дуеті з Анею Покров.
3 лютого 2021 року на музичних майданчиках з'явилася спільна робота Mia Boyka з групою «Бі-2» — нею став ремікс культової пісні «Останній герой», яка була оновлена двома абсолютно новими куплетами у виконанні співачки. Трек став заголовною композицією дев'ятого сезону реаліті-шоу «Останній герой» («Чемпіони проти новачків»).

## Дискографія

### Міні-альбоми (EP)
| Назва        | Подробиці                                                                  |
| ------------ | -------------------------------------------------------------------------- |
| «Дика ламба» | - Реліз: 26 липня 2019 - Лейбл: Klever Label - Формат: цифрова дистрибуція |